# 全日本バレーボール小学生大会
JVA全日本バレーボール小学生大会（ジェイブイエーぜんにほんバレーボールしょうがくせいたいかい）は、1981年から日本で行われているバレーボールの小学生大会。

## 概要
全国大会は各都道府県予選を勝ち抜いたチーム（北海道は南北、開催地はさらに各1チーム増）が参加する。まず、16組に分かれて予選リーグを近郊各会場で行い、そこで各組1位の16チームのみによる決勝トーナメント進出決定戦を行い、勝者が東京体育館で行われる決勝トーナメントに進出する。ただし2012年・18・19年は東京体育館が改修工事を行っている関係から川崎市とどろきアリーナがメイン会場となった。2020年は東京五輪・パラの関係上、東北地方で開催予定だったが、新型コロナの影響で中止。2021年も近畿開催も同様に中止。2025年第45回は開幕式を武蔵野の森総合スポーツプラザ、決勝トーナメントは町田で一般非公開開催
試合は3セットマッチ21点先取、最終セットのみ15点先取。
大会名には『（協賛企業名）カップ』という冠名称がつく。大会が始まった当初はライオンがメインスポンサーだったが、2001年からはペプシに変わった。ペプシは1998年からサントリーが日本における製造・販売権を取得した関係もあり、2006年からは商品名に代わりサントリーそのものがメインスポンサーとなる形式に変わった。
2008年からはローソンがスポンサーとなったが、別の競技で「ローソンカップ」が存在し混乱を避けるためか、一旦冠名称は外れて大会名「全日本バレーボール小学生大会」のみの名称であった。
そして30回記念大会となる2010年からはローソンと同業のファミリーマートがスポンサーとなり、「ファミリーマートカップ」と再び冠名称がつけられた。2019年は当初かんぽ生命が協賛の予定だったが、不適切販売問題の発覚を受け協賛を辞退。それ以後は特別協賛不在で、無冠となっていた。しかし2025年はスミセイVitalityカップとして開催
また、第1回から第13回までのポスターのイラストを手塚治虫、永井豪、あだち充、鳥山明、赤塚不二夫などの有名漫画家が担当していた。
2014年の第34回大会からは男女混合による「男女混合の部」が新設された。プレーヤー減少に歯止めをかけようとする主旨で、高槻バレーボールクラブ（大阪府）が初代王者に輝いた。
リベロ制導入以前には低身長児にも活躍の機会を与えるため、後衛専門を選手を配置する特別ルール「バックセンター固定制」が第1回大会から取り入れられていた。

## テレビ放送
テレビ放送は2000年までは主催の日本テレビ他NNS系列でライオンスポーツスペシャルと題し、高校生クイズ同様ライオン他ライオングループの一社提供で放送されたが、ライオンの協賛撤退により終了。ペプシが冠スポンサーの時代は、決勝戦の模様が大会ホームページ上で動画配信されていた。サントリーが正式に冠スポンサーとなった2006年は、J SPORTSでのテレビ放送とビデオ・DVD販売があったが、何故か2007年はなかった。そして冠名称が外れた2008年と2009年、ファミリーマートが協賛となった2010年もなかったが、2011年からは決勝トーナメントの各試合のDVDが販売されている。2019年はtvkで放送。2022年以降は横浜ケーブルビジョン制作のダイジェスト番組をYCV公式YouTubeで配信

## 歴代優勝チーム
| 回 | 年     | 男子優勝                     | 女子優勝                               | 混合優勝 | 備考                               |
| -- | ------ | ---------------------------- | -------------------------------------- | -------- | ---------------------------------- |
| 1  | 1981年 | 天白クラブ                   | 榛原川崎スポーツ少年団                 |          |                                    |
| 2  | 1982年 | 天白クラブ                   | 御坊青葉クラブ                         |          |                                    |
| 3  | 1983年 | 武庫の里クラブ               | 御坊青葉クラブ                         |          |                                    |
| 4  | 1984年 | 法典東小クラブ               | 瀬戸スポーツ少年団                     |          |                                    |
| 5  | 1985年 | 中城クラブ                   | 桑島スポーツ少年団                     |          |                                    |
| 6  | 1986年 | 東金町ビーバーズ             | 倉賀野育成会                           |          |                                    |
| 7  | 1987年 | 尼崎北スポーツ少年団         | 旭川神居ジュニア                       |          |                                    |
| 8  | 1988年 | 山中JVC                      | 稲垣少年クラブ                         |          |                                    |
| 9  | 1989年 | 東金町ビーバーズ             | 東金町ビーバーズ                       |          | 初の男女アベック優勝               |
| 10 | 1990年 | リトルベアーズ               | 切目ジュニアクラブ                     |          |                                    |
| 11 | 1991年 | 八木スポーツ少年団           | 東金町ビーバーズ                       |          |                                    |
| 12 | 1992年 | 武佐ガッツ                   | 古市スポーツ少年団                     |          |                                    |
| 13 | 1993年 | 上牧ウィングス               | 切目ジュニアクラブ                     |          |                                    |
| 14 | 1994年 | 中筋スポーツ少年団           | 川西東谷                               |          |                                    |
| 15 | 1995年 | 韓国選抜                     | 中筋スポーツ少年団                     |          | 男子は特別参加の外国勢が初制覇     |
| 16 | 1996年 | 東大崎クラブ                 | ひまわりクラブ                         |          |                                    |
| 17 | 1997年 | 島門ジュニア                 | ひまわりクラブ                         |          |                                    |
| 18 | 1998年 | 三輪町スポーツ少年団         | 大井クッキーズ                         |          |                                    |
| 19 | 1999年 | 大町                         | 小岩クラブ                             |          |                                    |
| 20 | 2000年 | 亀山南                       | 大津茂少女JVC                          |          |                                    |
| 21 | 2001年 | 鞍手JVC                      | 若鮎新宮クラブ                         |          |                                    |
| 22 | 2002年 | 東金町ビーバーズ             | 小布施スポーツ少年団                   |          | 男子は13年ぶり3回目                |
| 23 | 2003年 | 小岩クラブ                   | 若鮎新宮クラブ                         |          |                                    |
| 24 | 2004年 | 片桐VBC                      | 若鮎新宮クラブ                         |          |                                    |
| 25 | 2005年 | 福重小バレーボールクラブ     | 狩小川バレーボール教室                 |          |                                    |
| 26 | 2006年 | 若穂ジュニア                 | 岩槻ジュニアバレーボールスポーツ少年団 |          |                                    |
| 27 | 2007年 | 陵ヶ岡                       | 立会アタッカーズ                       |          |                                    |
| 28 | 2008年 | 東京杉一クラブ               | 平野ジュニアーズ                       |          |                                    |
| 29 | 2009年 | 比叡平スポーツ少年団         | 東金町ビーバーズ                       |          | 女子は最多タイとなる3回目の優勝    |
| 30 | 2010年 | 日見小男子バレーボールクラブ | 東条ジュニアバレーボールクラブ         |          |                                    |
| 31 | 2011年 | 上野エンジェルス             | 室町                                   |          |                                    |
| 32 | 2012年 | 片桐VBC                      | 中村JVC                                |          |                                    |
| 33 | 2013年 | 東京杉一クラブ               | 大元                                   |          |                                    |
| 34 | 2014年 | 比叡平スポーツ少年団         | 小布施スポーツ少年団                   | 高槻VBC  | 男女混合の部を新設                 |
| 35 | 2015年 | 中之口                       | 大井クッキーズ                         | 陵ヶ岡   |                                    |
| 36 | 2016年 | 片桐VBC                      | HANDTIGERS                             | 山王     | 男子は最多タイ、女子は神奈川県勢初 |
| 37 | 2017年 | 若葉ビクトリー               | 高須                                   | あおい   |                                    |
| 38 | 2018年 | 伊万里ジュニアバレークラブ   | 草津はやぶさジュニア                   | 比叡平   |                                    |
| 39 | 2019年 | 東京杉一クラブ               | 上黒瀬JVC                              | 夢前JVC  |                                    |
| 42 | 2022年 | 宝塚スカイアタッカーズ       | 原南                                   | 福島JVC  |                                    |
| 43 | 2023年 | 山王                         | 小岩クラブ                             | 深川JVC  |                                    |
| 44 | 2024年 | 幸袋                         | 鞍手JVC                                | KAISERS  |                                    |
| 45 | 2025年 | フェニックス                 | 富の原                                 | 兵庫石海 |                                    |

### 最多優勝記録
- 男子：3回　東金町ビーバーズ（6回、9回、22回）、片桐VBC(24回、32回、36回)
- 女子：3回　若鮎新宮クラブ（21回、23回、24回）、東金町ビーバーズ（9回、11回、29回）